# Kauksi Ülle

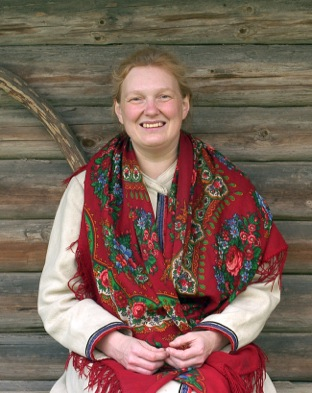
Kauksi Ülle (2005)

Kauksi Ülle (Pseudonym von Ülle Kahusk, * 23. September 1962 in Võru) ist eine estnische Schriftstellerin, Publizistin, Übersetzerin und Kulturaktivistin.

## Leben und Werk
Kauksi Ülle versteht sich als südestnische Schriftstellerin, die eng mit den Bräuchen und der Geschichte Südestlands verbunden ist. Deswegen tritt sie nach der Tradition ihrer Heimat oft unter dem Namen Kauksi Ülle auf. Sie schreibt konsequent in Võro und setzt sich für die Wiederbelebung der Sprache ein. Ihr Werk wird dem Ethnofuturismus zugerechnet. Kauksi Ülle lebt heute in Obinitsa.
Kauksi Ülle wuchs auf dem Land im Kreis Võru auf. Sie besuchte die Schule in Rõuge und Võru. 1986 schloss sie ihr Studium der Geschichte an der Universität Tartu ab. Anschließend war sie in der Redaktion der Zeitschrift Kultuur ja Elu, in der Tartuer Dépendance des Estnischen Schriftstellerverbands, bei Võru Raadio und in der Stiftung Fenno-Ugria tätig, die sie seit 1998 leitet.
2008 wurde Kauksi Ülle zur „Frau des Jahres“ in Estland gekürt.

## Privatleben
Kauksi Ülle ist mit dem setukesischen Künstler Evar Riitsaar (* 1968) liiert. Kauksi hat vier Kinder.

## Werke (Auswahl)
- Kesk umma mäke (Lyrik, 1987)
- Hanõ vai luigõ (Lyrik, 1989)
- Jyriyy (Lyrik, 1991)
- Aug hi eha / Morn and eve (Lyrik, südestnisch/englisch, 1995)
- Tandsja pühälik (Drama, gemeinsam mit Sven Kivisildnik, 1996)
- Kalmuneiu. Seto ooper. (Drama, 1996)
- Kuldnaanõ / Kultanainen (Lyrik, südestnisch/finnisch, 1997)
- Paat (erster Roman in südestnischer Sprache, 1998)
- Käänüpäiv (Lyrik, 2003)